# Sarah Josephson
Sarah Josephson   (Bristol, 10 de gener de 1964) és una nedadora estatunidenca, ja retirada, especialitzada en natació sincronitzada que va competir durant les dècades de 1980 i 1990.
Va prendre part en tres edicions dels Jocs Olímpics d'Estiu. El 1984, als Jocs de Los Angeles, quedà eliminada en sèries en la prova de solo del programa de natació sincronitzada. Als Jocs de Seül 1988 disputà les dues proves del programa de natació sincronitzada. En la prova per parelles, junt a la seva germana bessona Karen Josephson, guanyà la medalla de plata, mentre en la prova de solo quedà eliminada en la classificació. Quatre anys més tard, als Jocs de Barcelona guanyà la medalla d'or en la mateixa prova per parelles, novament amb la seva germana. En la prova de solo tornà a quedar eliminada en la classificació.
En el seu palmarès també destaquen dues medalles d'or i quatre de plata als Campionat del Món de natació de 1982, dues medalles d'or als Jocs Panamericans, entre moltes altres victòries.
El 1997 fou incorporada a l'International Swimming Hall of Fame.